# Règlement brut en temps réel
Les systèmes à règlement brut en temps réel sont qualifiés de RBTR en français, et de RTGS en anglais (Real-time Gross settlement). Target 2 est le RBTR européen.
Dans sa documentation, la Banque des règlements internationaux définit:
- un système à règlement brut (gross settlement system) comme un système de transfert dans lequel le règlement des instructions de transfert de fonds ou de titres intervient individuellement (instruction par instruction).
- un transfert en temps réel (real time transfer) comme la transmission, le traitement et le règlement d’une instruction de transfert de fonds ou de titres au moment où elle est émise.

## Fonctionnement
Dans un système RBTR, les instructions sont traitées individuellement et immédiatement. Ceci ne signifie cependant pas qu'elles soient imputées sans délai. En effet différentes raisons peuvent différer l'imputation, comme l'insuffisance de provision au compte, ou l'atteinte de limites posées pour maîtriser les déséquilibres des échanges entre deux participants.